# Hugo de Borgoña
Hugo de Borgoña, conocido también como Hugo "el Negro" (891-952), fue el duque de Borgoña desde 923 hasta 952, conde de Varais,[cita requerida] Ultra Saona,[cita requerida] de Mâcon y de Autun,[cita requerida] además de conde y luego marqués de Provenza en 936.
Era hijo de Ricardo I de Borgoña y de Adelaida de Auxerre, y hermano de Raúl I de Borgoña, al que sucedió en el ducado cuando Ricardo fue elegido rey de Francia en 923. Era nieto por vía paterna del noble Bivín de Viena, hijo probablemente del noble Bosón el Viejo.

## Genealogía
|                               |                               |                               |                               |                               |                               |                       |                       |                                                    |                       | Bivín conde           | Bivín conde           | Bivín conde           | Bivín conde           | Bivín conde | Bivín conde |                                                 |                                                 |                                                 |                                                 |                                                 |                                                 |  |  |                                  |                                  |                                  |                                  | Conrado II marq. Transjurana     | Conrado II marq. Transjurana     | Conrado II marq. Transjurana | Conrado II marq. Transjurana | Conrado II marq. Transjurana | Conrado II marq. Transjurana |                            |                            |                            |                            |  |  |  |  |  |  |  |  |  |  |  |  |  |  |  |  |  |  |  |  |  |  |  |  |  |  |  |  |  |  |  |  |
|                               |                               |                               |                               |                               |                               |                       |                       |                                                    |                       | Bivín conde           | Bivín conde           | Bivín conde           | Bivín conde           | Bivín conde | Bivín conde |                                                 |                                                 |                                                 |                                                 |                                                 |                                                 |  |  |                                  |                                  |                                  |                                  | Conrado II marq. Transjurana     | Conrado II marq. Transjurana     | Conrado II marq. Transjurana | Conrado II marq. Transjurana | Conrado II marq. Transjurana | Conrado II marq. Transjurana |                            |                            |                            |                            |  |  |  |  |  |  |  |  |  |  |  |  |  |  |  |  |  |  |  |  |  |  |  |  |  |  |  |  |  |  |  |  |
|                               |                               |                               |                               |                               |                               |                       |                       |                                                    |                       |                       |                       |                       |                       |             |             |                                                 |                                                 |                                                 |                                                 |                                                 |                                                 |  |  |                                  |                                  |                                  |                                  |                                  |                                  |                              |                              |                              |                              |                            |                            |                            |                            |  |  |  |  |  |  |  |  |  |  |  |  |  |  |  |  |  |  |  |  |  |  |  |  |  |  |  |  |  |  |  |  |
|                               |                               |                               |                               | Bosón rey de Provenza         | Bosón rey de Provenza         | Bosón rey de Provenza | Bosón rey de Provenza | Bosón rey de Provenza                              | Bosón rey de Provenza |                       |                       |                       |                       |             |             | Ricardo el Justiciero duque de los borgoñones   | Ricardo el Justiciero duque de los borgoñones   | Ricardo el Justiciero duque de los borgoñones   | Ricardo el Justiciero duque de los borgoñones   | Ricardo el Justiciero duque de los borgoñones   | Ricardo el Justiciero duque de los borgoñones   |  |  | Adelaida                         | Adelaida                         | Adelaida                         | Adelaida                         | Adelaida                         | Adelaida                         |                              |                              | Rodolfo I r. Alta Borgoña    | Rodolfo I r. Alta Borgoña    | Rodolfo I r. Alta Borgoña  | Rodolfo I r. Alta Borgoña  | Rodolfo I r. Alta Borgoña  | Rodolfo I r. Alta Borgoña  |  |  |  |  |  |  |  |  |  |  |  |  |  |  |  |  |  |  |  |  |  |  |  |  |  |  |  |  |  |  |  |  |
|                               |                               |                               |                               | Bosón rey de Provenza         | Bosón rey de Provenza         | Bosón rey de Provenza | Bosón rey de Provenza | Bosón rey de Provenza                              | Bosón rey de Provenza |                       |                       |                       |                       |             |             | Ricardo el Justiciero duque de los borgoñones   | Ricardo el Justiciero duque de los borgoñones   | Ricardo el Justiciero duque de los borgoñones   | Ricardo el Justiciero duque de los borgoñones   | Ricardo el Justiciero duque de los borgoñones   | Ricardo el Justiciero duque de los borgoñones   |  |  | Adelaida                         | Adelaida                         | Adelaida                         | Adelaida                         | Adelaida                         | Adelaida                         |                              |                              | Rodolfo I r. Alta Borgoña    | Rodolfo I r. Alta Borgoña    | Rodolfo I r. Alta Borgoña  | Rodolfo I r. Alta Borgoña  | Rodolfo I r. Alta Borgoña  | Rodolfo I r. Alta Borgoña  |  |  |  |  |  |  |  |  |  |  |  |  |  |  |  |  |  |  |  |  |  |  |  |  |  |  |  |  |  |  |  |  |
|                               |                               |                               |                               |                               |                               |                       |                       |                                                    |                       |                       |                       |                       |                       |             |             |                                                 |                                                 |                                                 |                                                 |                                                 |                                                 |  |  |                                  |                                  |                                  |                                  |                                  |                                  |                              |                              |                              |                              |                            |                            |                            |                            |  |  |  |  |  |  |  |  |  |  |  |  |  |  |  |  |  |  |  |  |  |  |  |  |  |  |  |  |  |  |  |  |
|                               |                               |                               |                               |                               |                               |                       |                       |                                                    |                       |                       |                       |                       |                       |             |             |                                                 |                                                 |                                                 |                                                 |                                                 |                                                 |  |  |                                  |                                  |                                  |                                  |                                  |                                  |                              |                              |                              |                              |                            |                            |                            |                            |  |  |  |  |  |  |  |  |  |  |  |  |  |  |  |  |  |  |  |  |  |  |  |  |  |  |  |  |  |  |  |  |
| Luis el Ciego r. Baja Borgoña | Luis el Ciego r. Baja Borgoña | Luis el Ciego r. Baja Borgoña | Luis el Ciego r. Baja Borgoña | Luis el Ciego r. Baja Borgoña | Luis el Ciego r. Baja Borgoña |                       |                       | Ermengarda x Manassès                              | Ermengarda x Manassès | Ermengarda x Manassès | Ermengarda x Manassès | Ermengarda x Manassès | Ermengarda x Manassès |             |             | Raúl duque de los borgoñones rey de los francos | Raúl duque de los borgoñones rey de los francos | Raúl duque de los borgoñones rey de los francos | Raúl duque de los borgoñones rey de los francos | Raúl duque de los borgoñones rey de los francos | Raúl duque de los borgoñones rey de los francos |  |  | Hugo el Negro duque Bourguignons | Hugo el Negro duque Bourguignons | Hugo el Negro duque Bourguignons | Hugo el Negro duque Bourguignons | Hugo el Negro duque Bourguignons | Hugo el Negro duque Bourguignons |                              |                              | Rodolfo II r. Alta Borgoña   | Rodolfo II r. Alta Borgoña   | Rodolfo II r. Alta Borgoña | Rodolfo II r. Alta Borgoña | Rodolfo II r. Alta Borgoña | Rodolfo II r. Alta Borgoña |  |  |  |  |  |  |  |  |  |  |  |  |  |  |  |  |  |  |  |  |  |  |  |  |  |  |  |  |  |  |  |  |
| Luis el Ciego r. Baja Borgoña | Luis el Ciego r. Baja Borgoña | Luis el Ciego r. Baja Borgoña | Luis el Ciego r. Baja Borgoña | Luis el Ciego r. Baja Borgoña | Luis el Ciego r. Baja Borgoña |                       |                       | Ermengarda x Manassès                              | Ermengarda x Manassès | Ermengarda x Manassès | Ermengarda x Manassès | Ermengarda x Manassès | Ermengarda x Manassès |             |             | Raúl duque de los borgoñones rey de los francos | Raúl duque de los borgoñones rey de los francos | Raúl duque de los borgoñones rey de los francos | Raúl duque de los borgoñones rey de los francos | Raúl duque de los borgoñones rey de los francos | Raúl duque de los borgoñones rey de los francos |  |  | Hugo el Negro duque Bourguignons | Hugo el Negro duque Bourguignons | Hugo el Negro duque Bourguignons | Hugo el Negro duque Bourguignons | Hugo el Negro duque Bourguignons | Hugo el Negro duque Bourguignons |                              |                              | Rodolfo II r. Alta Borgoña   | Rodolfo II r. Alta Borgoña   | Rodolfo II r. Alta Borgoña | Rodolfo II r. Alta Borgoña | Rodolfo II r. Alta Borgoña | Rodolfo II r. Alta Borgoña |  |  |  |  |  |  |  |  |  |  |  |  |  |  |  |  |  |  |  |  |  |  |  |  |  |  |  |  |  |  |  |  |
|                               |                               |                               |                               |                               |                               |                       |                       | Gilberto de Chalon cte principal de los borgoñones |                       |                       |                       |                       |                       |             |             |                                                 |                                                 |                                                 |                                                 |                                                 |                                                 |  |  |                                  |                                  |                                  |                                  |                                  |                                  |                              |                              |                              |                              |                            |                            |                            |                            |  |  |  |  |  |  |  |  |  |  |  |  |  |  |  |  |  |  |  |  |  |  |  |  |  |  |  |  |  |  |  |  |

| Predecesor: Raúl de Borgoña | Duque de Borgoña 923-952 | Sucesor: Gilberto |